# Іграшка

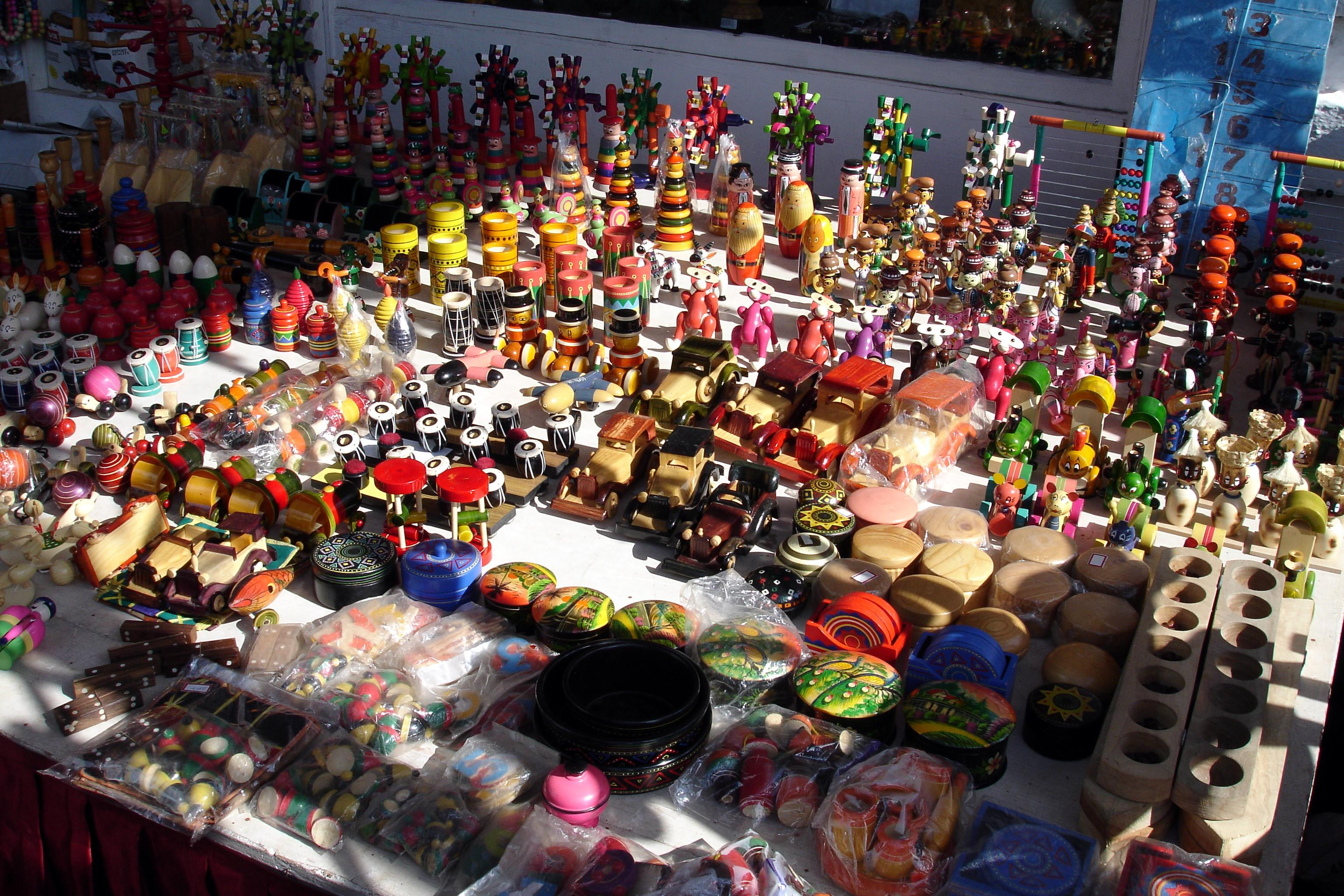
Іграшки з дерева, з індійського міста Чанапатна

І́грашка, ця́цька, за́бавка — предмет, що використовується у грі. Іграшки зазвичай пов'язуються із дітьми та домашніми тваринами, однак вони звичні й для дорослих людей та диких тварин. Багато предметів виготовляються як іграшки, однак грати можна і предметами іншого призначення. Дитина може підняти якусь домашню річ і «літати» з нею, кажучи, що це літак, або ж тварина може гратися з шишкою, штовхаючи, кусаючи, ганяючи її і підкидаючи у повітря. Певні іграшки виробляються як колекційні та не призначені для гри з ними.
Іграшки та ігри є важливою складовою процесу пізнання світу та зростання. Діти використовують іграшки та граються, щоб розвиватися, рости, пізнавати причини та наслідки, досліджувати взаємовідносини й розвивати навички. Підлітки використовують іграшки та граються, щоб сформувати та зміцнити соціальні зв'язки, навчатися, запам'ятовувати та підсилювати уроки з дитинства, тренуватися, досліджувати відносини, практикувати навички та прикрашати місця проживання.

## Безпека

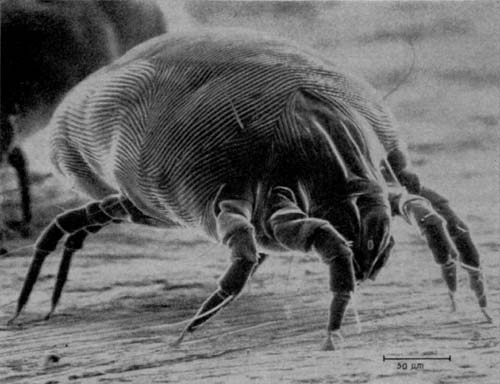
Пиловий кліщ може проживати у пилі, який накопичують м'які іграшки

У багатьох країнах існують стандарти безпеки, що накладають обмеження на те, які іграшки можна продавати. Мета таких правил — запобігання нещасним випадкам, пожежам, травмам. Діти, особливо малі, часто беруть іграшки до рота, тому матеріали іграшок повинні буди неотруйними. Дітям не можна давати дрібні іграшки, якими вони можуть вдавитися. Існують інструкції щодо пожежної безпеки матеріалів іграшок. Діти часто ще не розуміють небезпеки, а батьки не завжди можуть її передбачити, тому важливо, щоб на іграшках були попереджувальні написи.
З іграшок до довкілля можуть мігрувати хімічні речовини (свинець, кадмій, хром, стирол, різні барвники). До прикладу, стародавні римляни пили воду зі свинцевої труби, внаслідок чого вони не жили довше 25 років. Свинець є канцерогенною речовиною. Знайдені після розкопок рештки римлян епохи імперії містили багато свинцю. Шкідливим також є полівінілхлорид (ПВХ), тому компанії, які дотримуються вимог стандартів, оснащують іграшки надписом "PVC free". До ПВХ можуть додавати також шкідливі фталати.
М'які іграшки є пилозбірниками, де з плином часу з'являються пилові кліщі та інші шкідливі організми.

## Історія іграшок

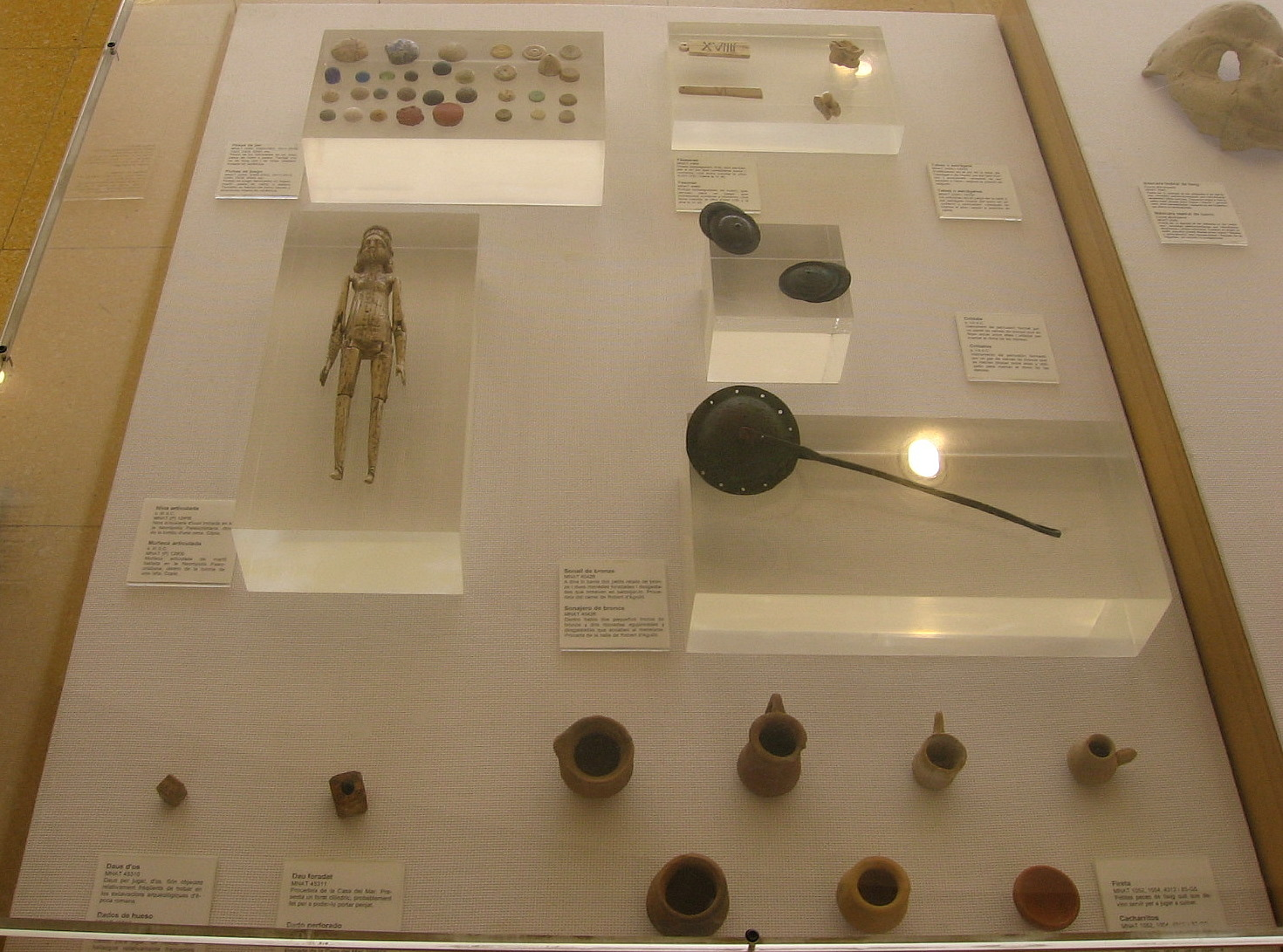
Експозиція давньоримських іграшок

Іграшки походять з доісторичних часів; ляльки, що зображують немовлят, тварин та солдатів, разом із копіями знарядь праці часто знаходять в місцях археологічних розкопок стародавніх цивілізацій. Іграшки, знайдені при розкопках Індської цивілізації (3000-1500 до н. е.), включають маленькі вози, свистки у вигляді птахів та іграшкових мавпочок, які можуть сповзати по мотузці.

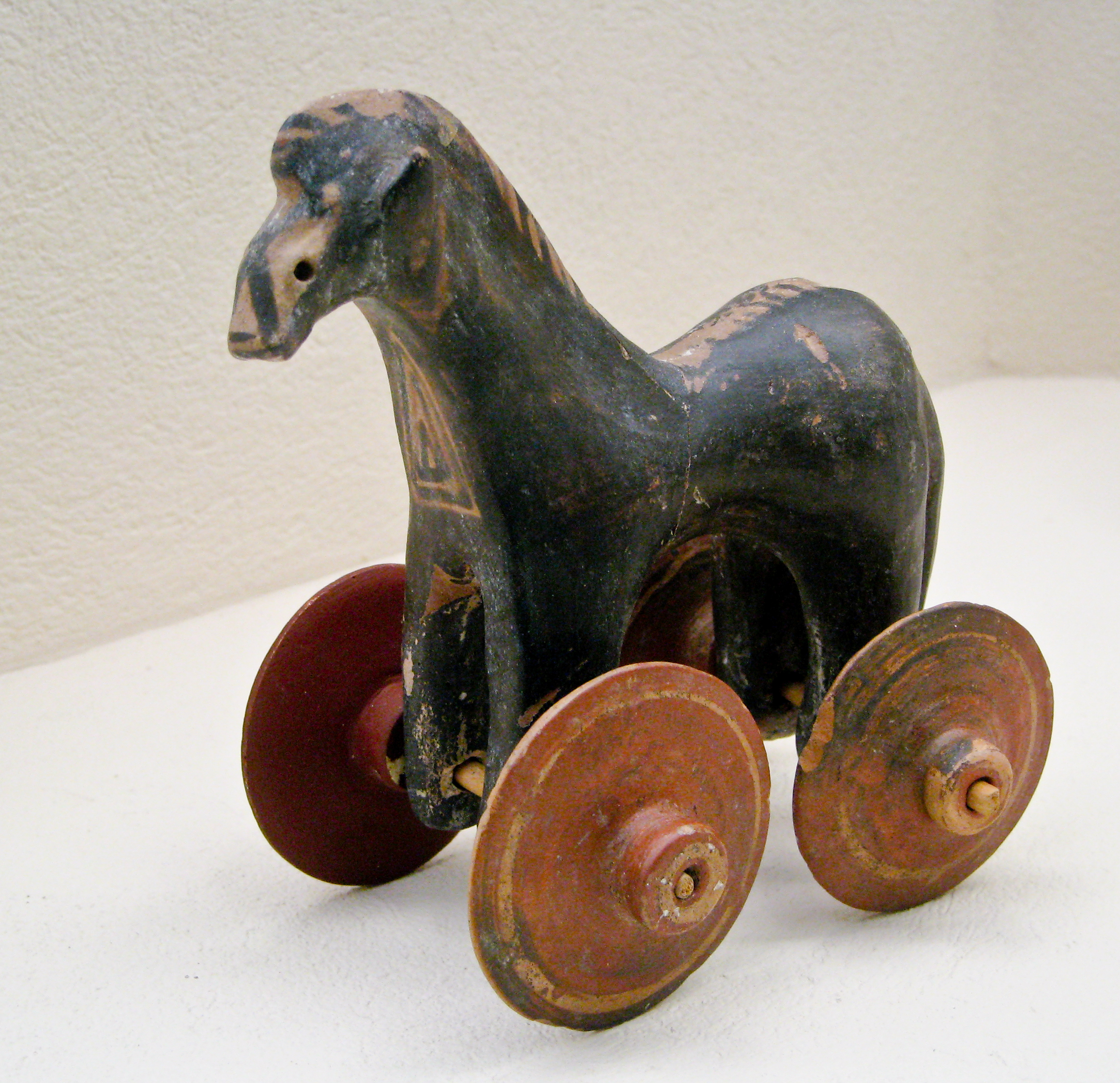
Коник на колесах. Стародавня Греція, Керамікос 950—900 до н. е.

Найдавніші іграшки зроблені з доступних природних матеріалів, каменів, палиць та глини. Тисячі років тому єгипетські діти грали в ляльки, які мали перуки й рухливі кінцівки, вони були зроблені з каменю, кераміки та дерева. В Стародавній Греції та Стародавньому Римі діти грали з ляльками, зробленими з воску і теракоти, луком і стрілами, йо-йо. У Греції, коли діти, особливо дівчата, досягали повноліття, було заведено приносити іграшки дитинства в жертву богам. Напередодні весілля дівчата віку близько 14 років як обряд посвячення в доросле життя приносили свої іграшки в храм.
Технологічний прогрес цивілізації вплинув і на дитячі іграшки. Сьогодні іграшки виготовляються з пластмаси, з'явилися іграшки з батарейками. Якщо раніше іграшки були саморобними, то зараз існує ціла індустрія іграшок з масовим виробництвом й механізмами реалізації.

### Україна
Мініатюрні керамічні вози й сани, котрі можна трактувати як іграшки, з'явилися в Україні в поселеннях Трипільської культури (близько 30 ст. до н. e.). Дерев'яна іграшкова шабля з XII ст. була знайдена у Звенигородці (Львівська область).
Найдавніша лялька («кукла»), знайдена на території України, походить з Ольвії. Це невелика скульптурка (6,3 см) зі сіро-жовтої глини. Руки й ноги цієї ляльки прикріплені до тулуба таким чином, що можуть рухатися. Такі ляльки з рухомими кінцівками досить рідко зустрічаються під час розкопок міст і поселень Північного Причорномор'я. Учені вважають, що вони належать до коринфського виробництва V ст. до н. e.

## Деякі види іграшок

### Ляльки
Лялька — модель людини, часто немовляти. Для дитини лялька товариш і підлеглий. Цю ж роль виконують іграшкові звірі. Сучасні ляльки виготовляють з тканини й пластмаси, в історії використовувалися різні матеріали: дерево, порцеляна, камінь, кістка, солома, віск, глина тощо. Загалом, ляльку часто виготовляли з будь-якого підручного матеріалу.
Ляльки використовуються також як елементи декору, є предметами колекціонування не лише для дітей, а й для дорослих. Археологи знаходили найдавніші ляльки ще в похованнях Стародавнього Єгипту. Упродовж багатьох століть хлопчики гралися іграшковими солдатиками, розігруючи баталії й фантазуючи героїчні події.
Сучасні виробники ляльок часто роблять їх у вигляді персонажів популярних кінофільмів, мультфільмів, книг. Чимало фільмів виходять на екрани водночас із випуском відповідних ляльок: спайдерменів, шреків та інших.

### Конструктори
Конструктор — набір деталей, кріпильних елементів або деталей з кріпильними елементами, інструменту (за необхідності), призначених для багаторазового збирання різноманітних конструкцій. Стандартизований набір деталей дозволяє складати різні конструкції, економлячи час на виготовлення спеціальних деталей та не вимагаючи спеціальної підготовки для створення складних систем. Може використовуватись для створення конструкцій тимчасового використання та для дитячої творчості.

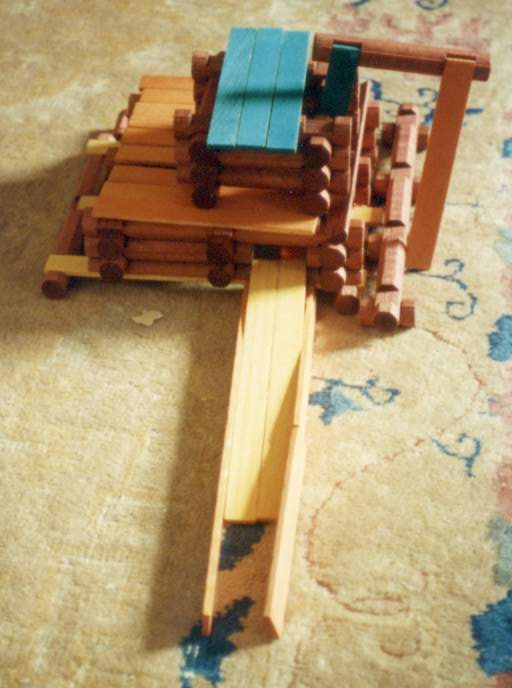
Lincoln Logs — конструктор, популярний у США з 1920

Ще Платон писав про те, що майбутній архітектор повинен у дитинстві гратися в будівництво. У найпростішому варіанті це прості кубики, з яких можна споруджувати різноманітні конструкції. Кубиками граються найменші діти, а для старших існують спеціальні конструктори на зразок LEGO.
Змайстровані з деталей конструктора моделі іноді використовуються як іграшки, але здебільшого інтерес викликає саме процес спорудження моделі, тому результат роботи знову розбирається на деталі, які можна використати для побудови чогось іншого.

### Машинки

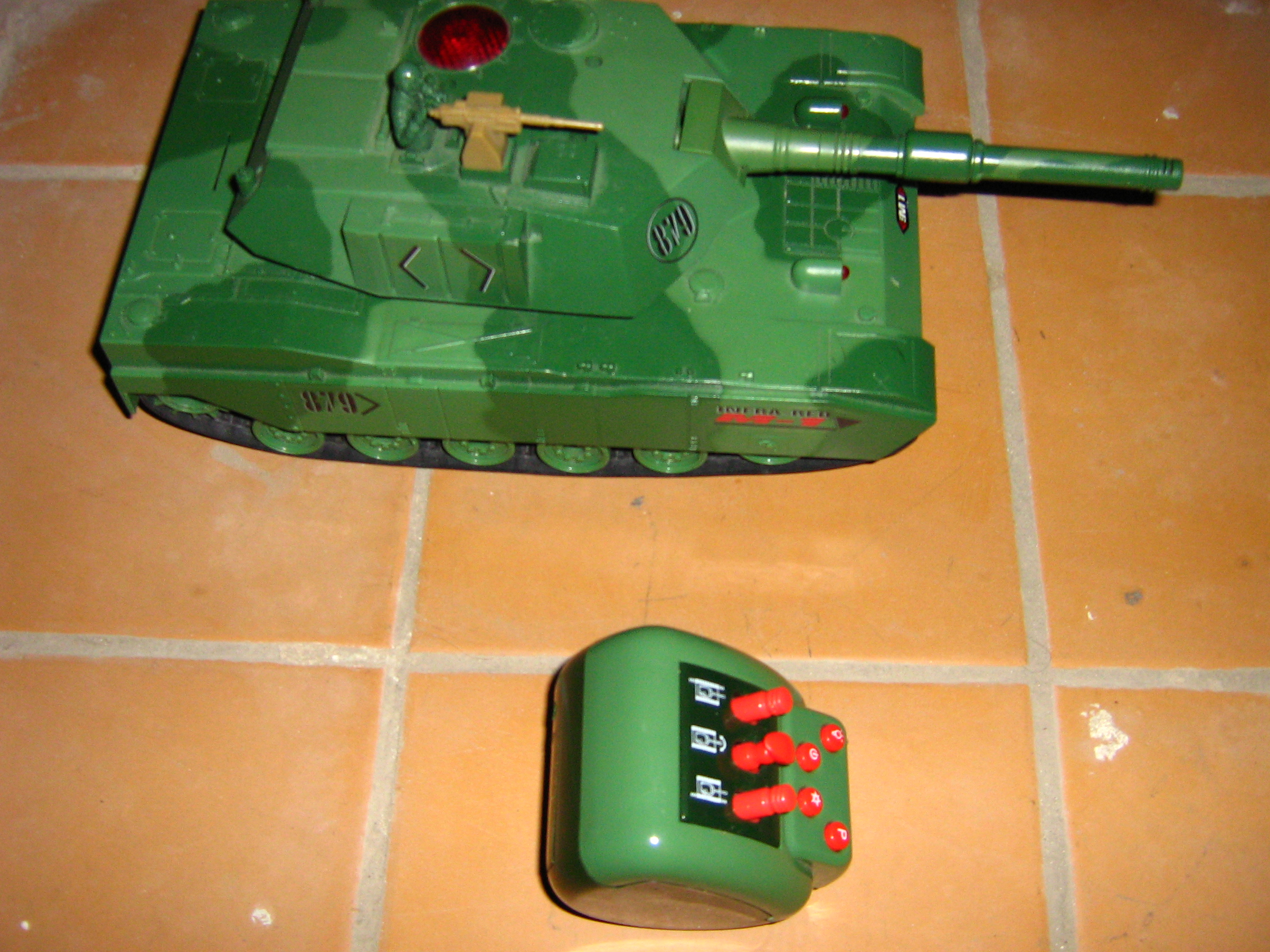
Іграшковий танк з дистанційним управлінням стереотипно призначений для хлопчиків.

Діти з давніх часів любили гратися моделями засобів пересування: від іграшкових колісниць, зображення яких знаходять на амфорах Стародавньої Греції, до сучасних автомобілів, літаків, корабликів, ракет. Серед цих іграшок особливе місце знаходять моделі із заводним механізмом, часто доволі складні за конструкцією, виготовлені зі значною увагою до деталей.

### Головоломки
Ще один популярний різновид іграшок — різного роду головоломки. Головоломка — це когнітивний виклик. Здатність розв'язати задачу просить задоволення, водночас навчаючи чомусь. Сучасні виробники іграшок продають багато різновидів головоломок, починаючи від кубиків та пазлів, які потрібно правильно скласти для того, щоб відтворити картинку, до складних виробів на зразок кубика Рубіка.

### Предмети для активної діяльності

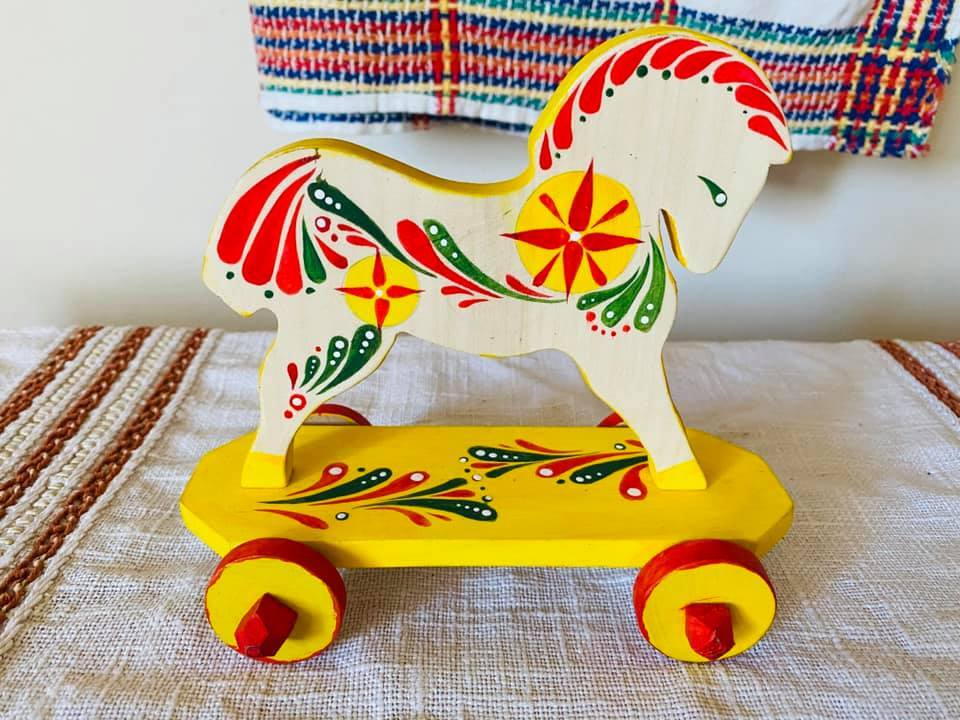
Яворівська забавка

Активні ігри потребують різноманітних предметів: м'ячів, обручів, скакалок, гумок. В сучасну епоху до цієї категорії долучаються нові винаходи на зразок йо-йо (йо-йо відомі давно, але особливу популярність здобули лише у ХХ столітті), фрисбі та інші.

### Яворівські іграшки (забавки)
Одним із феноменів української культури є яворівська іграшка (забавка). Зародилася у місті Яворів, що на Львівщині, приблизно у XVII ст. Для виготовлення яворівських іграшок використовують переважно деревину липи та осики. Має оригінальний розпис та прості, але ефективні конструктивні рішення.

## Іграшки за впливом на розвиток
В основу класифікації іграшок за педагогічним призначенням покладено їх вплив на розумовий, фізичний та естетичний розвиток дітей. Педагогічну цінність мають правильно підібрані іграшки з урахуванням вікових можливостей, індивідуальних особливостей, здібності та схильностей дитини.

### Що розвивають рух і сприйняття
Ця група іграшок, призначена для дітей ясельного віку (до 1 року). Вони сприяють розвитку органів чуття (зору, слуху, дотику), координації рухів, сприйняття кольору та форми. Перші рухи дитини значною мірою викликаються та координуються такими іграшками, як брязкальця, підвіски, кульки, кільця, урізноманітнені поєднанням із звучанням, формою, кольором.
До цієї групи також належать збірно-розбірні конструкції: пірамідки, вкладні чашечки, барильця, матрьошки тощо. Ці іграшки мають просту форму, нескладну будову; виготовляють їх з матеріалів, що легко миються (гуми, пластмаси, деревини).
До іграшок даної групи ставлять особливі вимоги. Вони повинні:
- бути гігієнічними, добре митися теплою водою з милом;
- поверхня їх повинна бути гладкою без задирок і гострих країв;
- фарби, що покривають іграшку, повинні бути яскравими, але нешкідливими, міцними, не розчинними у воді та слині;
- вкладні іграшки повинні легко і вільно відкриватися і закриватися.

### Що знайомлять з навколишнім середовищем
Це велика група різноманітних за змістом сюжетно-образних іграшок, що сприяють розширенню загального світогляду дітей, розвивають кмітливість, мову. До них належать іграшки, що знайомлять дітей з
- предметами домашнього вжитку (меблі, посуд, одяг);
- тваринним і рослинним світом;
- транспортом (автомобілі, літаки, поїзди тощо);
- окремими професіями.

З педагогічної точки зору особливо цінні для дитини іграшки, що відображають людей різних професій, особливо ляльки — традиційна улюблена іграшка дітей. При грі з лялькою дитина задає питання і сама відповідає на них. Гра з лялькою розвиває логічне мислення, пам'ять і мову дітей. Для організації колективних творчих ігор необхідні тематичні набори іграшок — дитячий садок, зоопарк, школа, ферма, залізнична станція тощо. Джерелом популярності цих ігор служить інтерес дітей життя, що їх оточує, й прагнення брати в ньому активну участь.

### Що сприяють фізичному розвитку
До цієї групи належать різноманітні іграшки для рухливих та спортивних ігор і можуть призначатись для дітей різних вікових категорій. Вони сприяють зміцненню фізичних сил дитини, розвитку мускулатури, спритності та гнучкості тіла. Серед іграшок цієї групи:
- іграшки, необхідні для вправ у ходьбі та бігу (каталки, візки, санки тощо);
- іграшки для стрибання (скакалки);
- іграшки для кидання (городки, кеглі, м'ячі, дартс, кільця тощо);
- для розвитку і зміцнення мускулатури ніг (велосипеди, самокати, педальні автомобілі, лижі, ковзани);
- для розвитку влучності (рушниці, пістолети, луки, дартс);
- для розвитку м'язів рук і пальців (матрьошки, піраміди, чашки).

Спортивні іграшки призначені для дітей всіх вікових груп, але зроблять позитивний вплив лише за правильного підбору з урахуванням віку та фізичного розвитку дитини.

### Дидактичні іграшки
Дидактичні іграшки сприяють розумовому розвитку дітей, розширенню їх загального світогляду та логічного мислення. Педагогічна цінність дидактичних іграшок полягає в тому, що у процесі гри присутній елемент навчання.
Для дошкільнят велике значення мають іграшки, які можна складати, конструювати, розбирати, котити, будувати. У процесі гри в дітей розвиваються увага, спостережливість, кмітливість, пам'ять, вони знайомляться з формою та кольором, виробляється наполегливість.
До групи дидактичних іграшок входять численні настільні ігри, що відіграють важливу виховну та пізнавальну роль. Пізнавальне значення настільних ігор полягає в тому, що у їхню тематику легко включаються загальноосвітній матеріал, який розглядається у шкільній програмі, і зміст рекомендованих для позакласного читання книг. Захоплені грою діти непомітно для себе засвоюють низку цінних відомостей із життя навколишнього світу й одночасно тренують пам'ять, увагу, розвивають логічне та аналітичне мислення, мову тощо.
Настільні ігри можуть слугувати засобом для закріплення знань, набутих дітьми в школі (зоологічне лото, ігрові подорожі світом, ігри із запам'ятовування іноземних слів, «хімік-аматор», досліди з фізики тощо), а дітей молодшого віку при вмілому керівництві вони готують до занять у школі. Настільні ігри викликають інтерес до знань, дають дітям інформацію з історії, географії, літератури, астрономії, сприяють розвитку дитячого світогляду та систематизації знань.

### Що знайомлять з елементами науки і техніки
Іграшки цієї групи особливими, цікавими шляхами вводять дітей у світ техніки. Вони допомагають дітям ознайомитися з будовою машин, механізмів, будівель та споруд, розібратися в принципах їх роботи, виробляють навички самостійного конструювання. Технічна іграшка повинна виховувати у дітей виробничі навички. Збираючи іграшку з окремих частин, дитина отримує навички основних прийомів монтажу, привчається користуватися інструментами, звикає розбиратися у схемах та технічному кресленні, розвиває творче мислення.
До цієї групи іграшок входять набори для складання моделей автомобілів, літаків, вертольотів, універсальні конструктори, оптичні іграшки (мікроскопи), хімічні набори, всюдиходи, підйомні крани тощо. Так як принцип роботи цих іграшок ґрунтується на законах фізики та хімії, то вони сприяють кращому засвоєнню складних дисциплін шкільної програми. Монтаж, регулювання роботи іграшок, догляд за ними, вміння читати графічну інформацію — підвищують технічну грамотність дітей.

### Що знайомлять з трудовими процесами і дають початкові трудові навички
У процесі трудового виховання дитина росте не тільки сильною, фізично спритною, витривалою, а й розвивається духовно, стає спостережливою, вчиться швидко міркувати та приймати рішення. У праці закладається фундамент характеру, повага до праці та працелюбність.
Трудова діяльність у дітей тісно пов'язана з ігровою. У своїх іграх дошкільнята люблять наслідувати працю дорослих. У ранньому дитинстві допомагають прищеплювати трудові навички такі іграшкові інструменти, як лопатки, граблі, відерця, лійки, тачки, молотки, викрутки, набори слюсарних чи столярних інструментів, лікарські набори, будівельні набори, з використанням яких ігровий процес непомітно переходить у трудовий.
Для дітей старшого віку існують складніші і ближчі до реальних будівельні набори, конструктори, набори для випалювання, випилювання, слюсарних та столярних робіт, вишивання та набори для технічної творчості. Більшість цих ігор пов'язані з справжньою працею, в процесі якої набуваються корисні трудові навички.

### Іграшки для художнього та музичного розвитку
У цю групу входять музичні та театральні іграшки, а також конструктивно-художні гри, що сприяють естетичному вихованню дітей. Музичні іграшки розвивають музичний слух, почуття ритму, привчають дітей любити музику, знайомлять з різними видами музичних інструментів. У асортимент музичних іграшок входять клавішні інструменти, барабани, бубни, гітари, ксилофони, сопілки тощо. Деякі з них дають можливість не тільки слухати музику, але і самостійно підбирати знайомі мелодії чи створювати свої. Тому всі музичні іграшки повинні бути правильно налаштованими у відповідності зі звуками музичної гами.
Особливу групу складають електронні музичні іграшки із застосуванням напівпровідникових приладів із засобами зберігання та відтворення мелодій і звуків. Ці іграшки, призначені для дітей дошкільного та молодшого шкільного віку, можуть бути використані також в музичних школах.
Театральні іграшки (ляльковий театр, театр тіней, театральні ляльки) допомагають дітям відтворювати у грі різноманітні театральні постановки і невеликі забавні сценки з життя.
Для розвитку художніх здібностей дітей існують різні розрізні іграшки на картоні або кубиках, мозаїка, набори для малювання, альбоми для розфарбовування картинок, набори пластиліну для ліплення, а також набори для художніх ремесел — випалювання, різьблення по дереву, вишивання, в'язання тощо.

### Іграшки-забави
Призначення — сприяти вихованню почуття гумору, викликати усмішку, виховати дитину веселою і життєрадісною. Зазвичай, це іграшки з веселою тематикою та оригінальною конструкцією; для більшої цікавості їх виготовляють з механізмами руху, наприклад, птахи, які співають, заєць-барабанщик, мавпочка, що перекидається, тощо.

## Виробництво іграшок

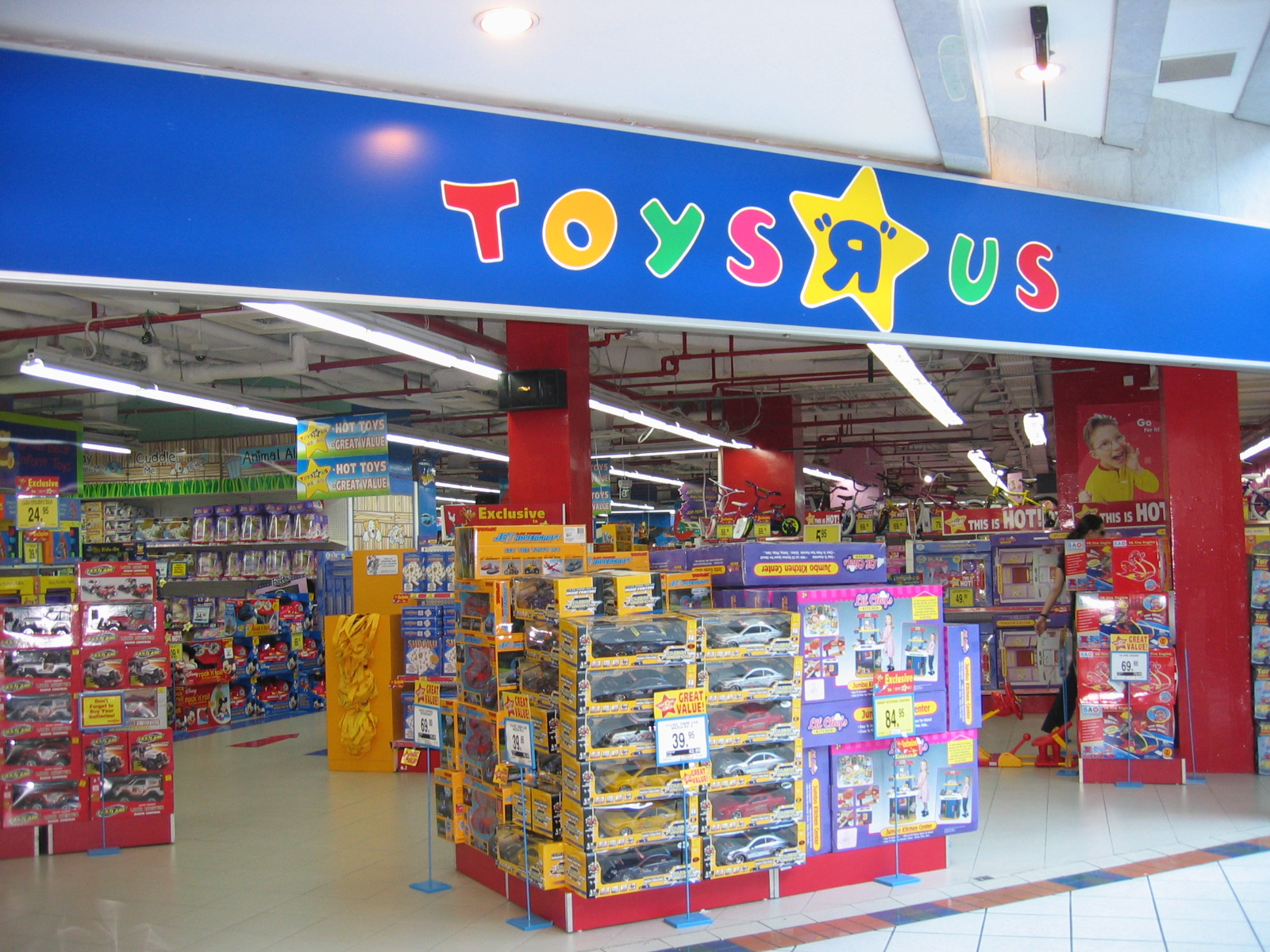
Мережа Toys "R" Us має понад 1500 магазинів у 30 країнах і річний оборот 13,6 млрд доларів США

У житті людини іграшки відіграють значну роль, тому галузь промисловості, яка займається їхнім виробництвом, є важливим сектором економіки. Об'єм продажу іграшок здебільшого зростає з наближенням свят, пори подарунків. В Україні такими святами є день святого Миколая та Новий рік, в католицьких і протестантських країнах Заходу — Різдво. Продаж іграшок у Сполучених Штатах у 2005 році склав 22,9 млрд доларів.
Виробники іграшок намагаються вдосконалювати свої вироби з метою задовольнити вимоги дітей і отримати більшу частку ринку. Сучасні іграшки, призначені для дітей, що виросли біля телевізора у Інтернету, стають дедалі складнішими, використовують світлові й звукові ефекти. З метою зменшення затрат, виробництво дедалі частіше переносять у країни з дешевшою робочою силою. Наприклад, 75 % іграшок, що продаються в США, виготовлені в КНР.
Багато традиційних виробників іграшок втрачають свою частку ринку через конкуренцію із відеоіграми. Тому часто вони перепрофілюються в сектор електронних ігор, даючи своїм брендам нове життя.

## Іграшки та стать дитини
Деякі іграшки, такі як лялька Барбі або іграшкові солдати, вважаються призначеними для дітей різної статі. Вчені відзначають, що «вже у віці 18 місяців у дітей спостерігається гендерний стереотип щодо вибору іграшок».
Якщо дитина грається іграшками, призначеними для протилежної статі, це бентежить батьків і є причиною насмішок інших дітей. Особливо це помітно щодо хлопчиків, які граються ляльками. Коли дівчатка граються хлопчачими іграшками, що трапляється дедалі частіше, реакція слабша.

## Музеї іграшок

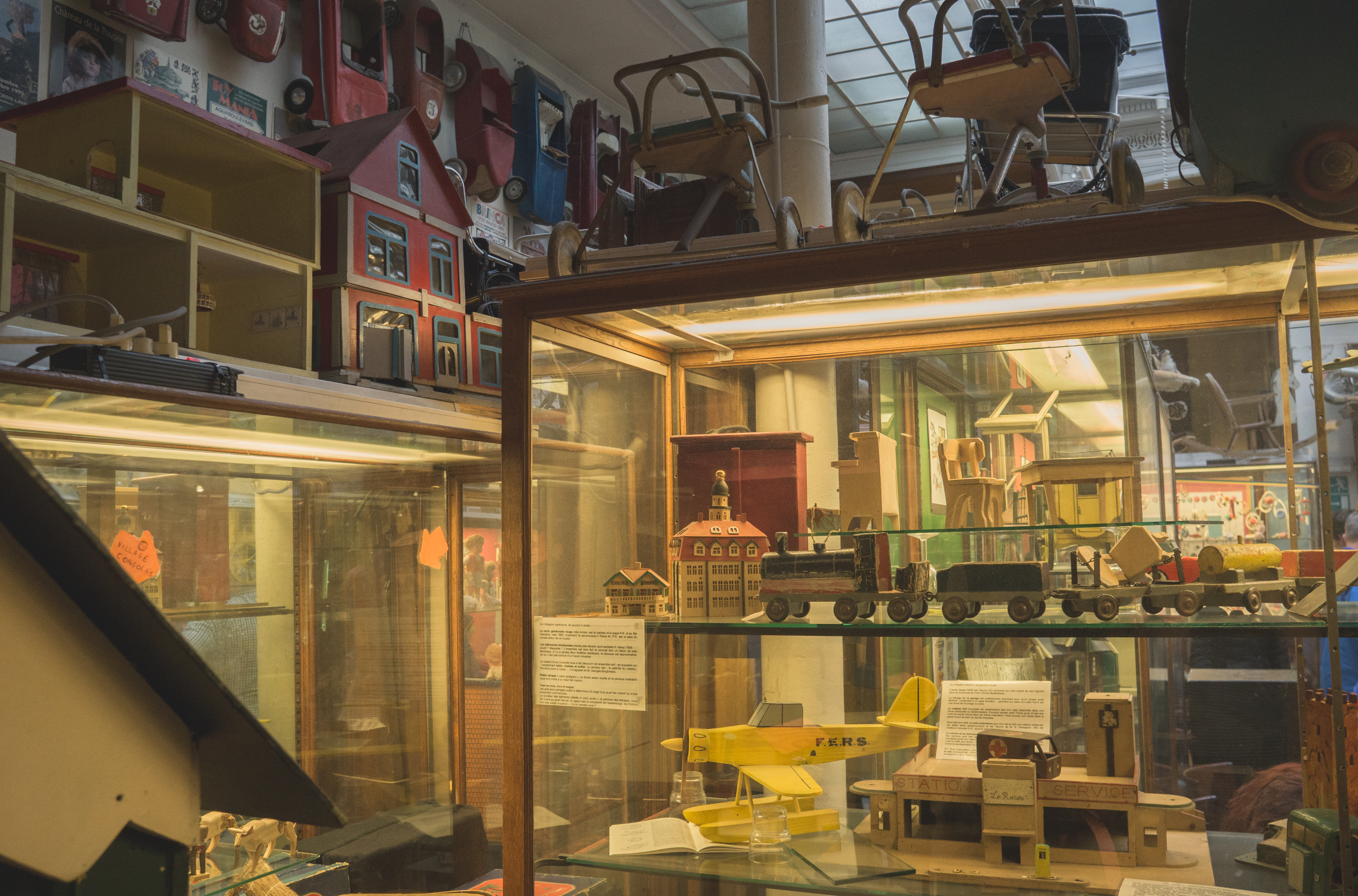
Експонати музею іграшок у Брюсселі

У багатьох країнах діють музеї іграшок. Перший у світі Німецький музей іграшок було відкрито у 1901 році в Зонненберзі. Музей іграшок діє у Празі. Відомі також Музей іграшок та ляльок Честера та Денверський музей мініатюр, ляльок та іграшок.
Заснований у 2005 році в Києві Державний музей іграшки розповідає про історію промислової іграшки, українські народні іграшки та демонструє авторські роботи. В колекції музею понад 15 тисяч експонатів.
Колекція українських дитячих іграшок ХІХ-ХХ ст. (коники, півники, возики тощо) знаходиться в експозиції і фондах історико-культурного комплексу «Замок Радомисль» (м. Радомишль, Житомирська область, Україна).